# Plagianthus squamatus
Plagianthus squamatus là một loài thực vật có hoa trong họ Cẩm quỳ. Loài này được (Nees) Benth. miêu tả khoa học đầu tiên năm 1862.